# Roches, Loir-et-Cher
Roches är en kommun i departementet Loir-et-Cher i regionen Centre-Val de Loire i de centrala delarna av Frankrike. Kommunen ligger i kantonen Marchenoir som tillhör arrondissementet Blois. År 2022 hade Roches 64 invånare.

## Befolkningsutveckling
Antalet invånare i kommunen Roches
| Referens: INSEE |